# Époye
Époye é uma comuna francesa na região administrativa do Grande Leste, no departamento de Marne. Estende-se por uma área de 15.35 km², e possui 422 habitantes, segundo o censo de 2018, com uma densidade de 27 hab/km².